# Paula Cristina Gonçalves
Paula Cristina de Araújo Gonçalves (Campinas, 11 agosto 1990) è un'ex tennista brasiliana.
Vincitrice di sette titoli nel singolare e ventiquattro titoli nel doppio nel circuito ITF, il 15 agosto 2016 ha raggiunto la sua migliore posizione nel singolare WTA piazzandosi 158º. Il 29 febbraio 2016 ha raggiunto il miglior piazzamento mondiale nel doppio alla posizione n° 95.

## Statistiche

### Doppio

#### Vittorie (1)
| Legenda               |
| --------------------- |
| Grande Slam (0)       |
| Ori Olimpici (0)      |
| WTA Championships (0) |
| Premier Mandatory (0) |
| Premier 5 (0)         |
| Premier (0)           |
| International (1)     |

| N. | Data           | Torneo                  | Superficie  | Compagna            | Avversarie in finale        | Punteggio        |
| 1. | 19 aprile 2015 | Copa Colsanitas, Bogotà | Terra rossa | Beatriz Haddad Maia | Irina Falconi Shelby Rogers | 6-3, 3-6, [10-6] |